# Dendrexetastes rufigula
Dendrexetastes rufigula là một loài chim trong họ Furnariidae.